# 빅토르 누녜스 로드리게스
빅토르 누녜스 로드리게스(Víctor Núñez Rodríguez)는 도미니카 공화국에서 태어난 코스타리카의 전 축구 선수이다.